# Alpilles (IGP)
Pour le massif montagneux, voir massif des Alpilles.
L’alpilles, appelé vin de pays des Alpilles jusqu'en 2009, est un vin français d'indication géographique protégée (le nouveau nom des vins de pays) de zone, au nord des Bouches-du-Rhône, qui a vocation à labelliser, après dégustation, les vins ne pouvant postuler à une appellation d'origine. Jusqu'en 2000, il portait le nom de vin de pays de la Petite Crau.

## Histoire

### Préhistoire et Antiquité
Des traces de vie ont été retrouvées et datées de -6000. La place fut utilisée par les Celtes comme un fort ou un oppidum autour du IIe siècle avant notre ère.
Justin, dans son Abrégé des histoires philippiques (Historiarum Philippicarum, Livre XLIII, chap. IV,1-2), un ouvrage qu'il présente dans sa préface comme un florilège des passages les plus importants et les plus intéressants du volumineux Historiæ phillippicæ et totius mundi origines et terræ situs rédigé par Trogue Pompée à l’époque d’Auguste, explique : « Sous l'influence des Phocéens, les Gaulois adoucirent et quittèrent leur barbarie et apprirent à mener une vie plus douce, à cultiver la terre et à entourer les villes de remparts. Ils s'habituèrent à vivre sous l'empire des lois plutôt que sous celui des armes, à tailler la vigne et à planter l'olivier, et le progrès des hommes et des choses fut si brillant qu'il semblait, non pas que la Grèce eût émigré en Gaule, mais que la Gaule eût passé dans la Grèce ».

### Moyen Âge
Au Moyen Âge, il devint la place forte d'un domaine féodal contrôlant 79 villes et villages des alentours. La forteresse fut construite du XIe au XIIIe siècle, sur une vaste étendue de sept hectares. Les princes de Baux contrôlèrent la Provence pendant de nombreuses années et y gagnèrent une forte réputation. Ils disaient descendre du roi mage Balthazar, ajoutant à leurs armoiries, une étoile d'argent à seize branches, pour rappeler celle qui, selon l'Évangile, guida les trois mages vers Bethléem ; et leur devise était « Au hasard, Balthazar ».

### Période moderne
Les Baux, ainsi que la Provence, sont rattachés à la couronne de France sous la férule de la famille Manville. Le village devint un centre du protestantisme et tenta même une révolte contre la couronne ce qui amena, en 1632, le cardinal de Richelieu à ordonner que le château et ses murs soient rasés.

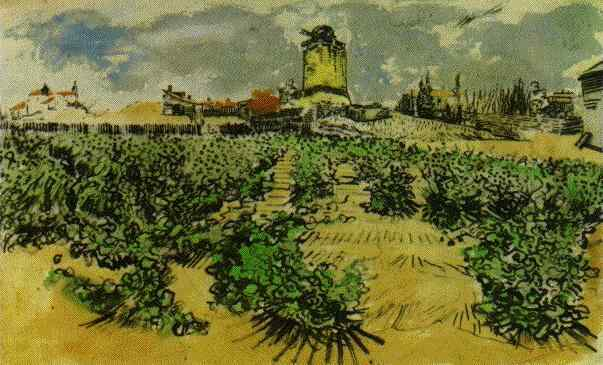
Le moulin de Daudet entouré de vignes
Vincent van Gogh juillet 1888.

En 1642, la ville fut offerte à la famille Grimaldi en tant que marquisat. Le titre de marquis des Baux leur est d'ailleurs encore rattaché. Administrativement, la ville est entièrement française et le titre de marquis des Baux est traditionnellement donné à l'héritier du trône monégasque.

### Période contemporaine
À partir des années 1830, la vigne est en pleine expansion dans le massif des Alpilles, alors qu'on ne la trouve guère auparavant. Mais l'épidémie de phylloxéra de 1871 provoque la perte des deux tiers des pieds. La recolonisation est lente mais régulière.
Le dernier tiers du XXe siècle constate une régression de 50 % sur 30 ans de la surface plantée en vignes dans les Alpilles. Vers l'année 2000, seuls 5 % de la surface agricole utile des Alpilles sont consacrés à la culture de la vigne. Celle-ci est désormais quasi absente du versant nord où on ne la trouve guère plus qu'aux alentours du canal des Alpines (commune d'Orgon). Les pentes sud du massif sont en revanche davantage colonisées, notamment à Mouriès et dans le plaine des Baux-de-Provence. La labellisation en vin de pays est acquise depuis le 1er septembre 2000.
L’ordre des chevaliers d’Allamanon est créé en 2022 pour faire rayonner les vins des Alpilles.

## Production

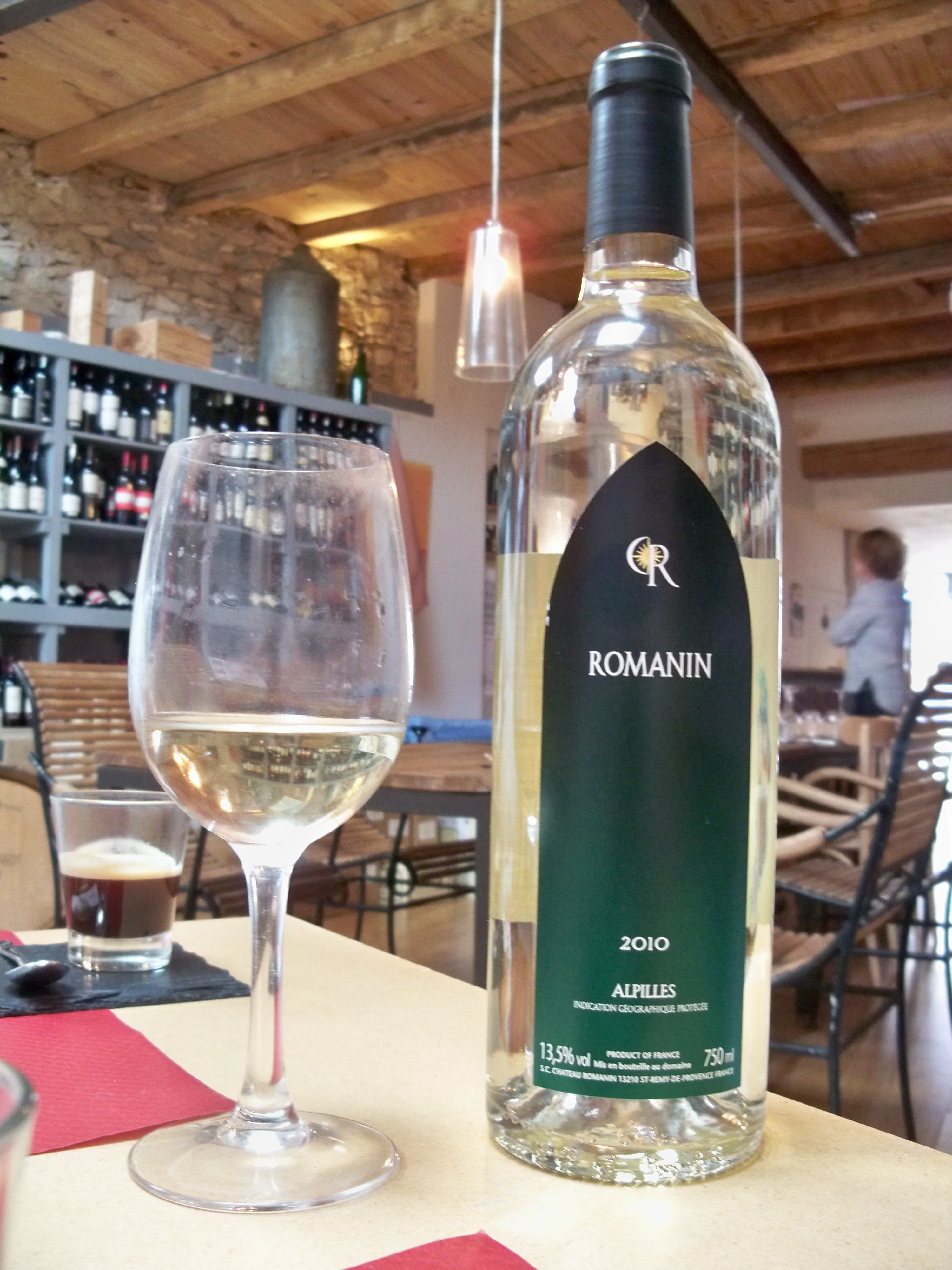
Alpilles (IGP) blanc du domaine de Romanin

Le vin de pays des Alpilles labellise environ 6 000 hectolitres par an.

## Situation
Ce vin de pays est produit sur un plateau caillouteux limité, au Nord, par la Durance et au Sud, par les Alpilles. Son vignoble s'étend sur les communes de Noves, Châteaurenard, Eyragues, Saint-Rémy-de-Provence, Orgon, Sénas, Eyguières, Eygalières, Mouriès, Fontvieille, Tarascon, Saint-Étienne-du-Grès, Maussane-les-Alpilles, Mollégès, Paradou, Les Baux-de-Provence, Aureille, Lamanon et Mas-Blanc-des-Alpilles.

## Types de vin
Les vins rouges représentent 78 % de la production, les rosés 19 % et les blancs 3 %.

## Encépagement
Il reste traditionnel pour les cépages rouges avec grenache, cinsault, syrah. Le carignan, cépage régional, mais exclu des AOC comme trop productif, complète cette gamme. Les cépages blancs sont aussi essentiellement régionaux avec la clairette et l'ugni blanc qui participe de moins en moins aux assemblages des vins d'appellation.

## Commercialisation
Ce vin est essentiellement commercialisé sur le lieu de production (une seule unité de production) et dans le secteur GMS (grandes et moyennes surfaces). Il en est exporté 10 %.
Liste de producteurs,
- Domaine des Alpilles à Aureille
- Domaine de Lagoy à Saint-Rémy-de-Provence
- Cellier Saint Augustin à Sénas
- Château d’Estoublon à Fontvieille
- Château Romanin à Saint-Rémy-de-Provence
- Domaine d’Eole à Eygalières
- Domaine Dalmeran à Saint-Étienne-du-Grès
- Domaine De La Vallongue à Eygalières
- Domaine de Lagoy à Saint-Rémy-de-Provence
- Domaine de Lansac à Tarascon
- Domaine de Métifiot à Saint-Rémy-de-Provence
- Domaine de Valdition à Orgon
- Domaine du Val de l’Oule à Orgon
- Domaine Grand Fontanille à Saint-Étienne-du-Grès
- Domaine Hauvette à Saint-Rémy-de-Provence
- Domaine Milan à Saint-Rémy-de-Provence
- L’Affectif aux Baux-de-Provence
- La Ferme viticole à Saint-Rémy-de-Provence
- Ma Clé des Vignes à Maussane-les-Alpilles
- Mas Carlin à Mas-Blanc-des-Alpilles
- Mas de Gourgonnier à Mouriès
- Mas de la Dame aux Baux-de-Provence
- Mas Sainte Berthe aux Baux-de-Provence